# Боккаччини, Пьетро
Пье́тро Боккаччи́ни (итал. Pietro Boccaccini; 6 ноября 1843, Комаккьо, Феррара — 22 июля 1939, Рим) — итальянский пианист и музыкальный педагог.

## Биография
Получил начальное музыкальное образование в колледже иезуитов в Болонье, затем служил и учился музыке в римской церкви Санта-Франческа-Романа, в этот период занимаясь также под руководством жившего в Риме Ференца Листа. После отъезда Листа, чувствуя недостаточность своей подготовки, отправился в Неаполь для совершенствования своего мастерства под руководством Беньямино Чези.
Вернувшись в Рим, на рубеже веков приобрёл известность как исполнитель, но прежде всего как педагог. Ввёл в итальянский обиход выработанный Антоном Рубинштейном жанр концерта-лекции. 
Опубликовал книги «Об искусстве фортепианной игры» (итал. Sull'arte di suonare il pianoforte; 1892, второе издание 1913) и «Фортепианное искусство в его историческом развитии» (итал. L'arte pianistica nella sua evoluzione storica; 1907, второе издание 1913). 
Преподавал в различных римских школах и частным образом, в 1915—1917 гг. вёл курс и в Национальной академии Санта-Чечилия. Среди его учеников, в частности, Ферруччо Виньянелли.

## Память
- В честь Пьетро Боккачини названа улица в Риме